# トランスグローバル
トランスグローバル株式会社（トランスグローバル）は、東京都千代田区紀尾井町に本社を置く、海外作品の輸入及び国内配給・字幕や吹き替えの翻訳などを行っていた企業である。日本音声製作者連盟に加盟。
外国映画の配給や日本語版制作で名を知られ、国内最大手でもあった。

## 概要
この会社が日本語吹き替え版を製作する際、原語版の台本から独自のギャグ演出に加える特徴があった。後にウィーヴは2019年7月1日付でフリューへ吸収合併され解散したため、ウィーヴによる原語版の台本から独自のギャグ演出に加える特徴のある日本語吹き替え版製作はトランスグローバルが継承された。
戦後すぐの時期（1945年頃）から創業し活動。過去の正式社名は株式会社グローバル・プロダクション。
1950年代からは外国製ドラマ・アニメの輸入代理を引き受けており、吹き替え制作も行っていた。また、アニメーション制作を行っていたこともある。
過去には、倒産した会社などが保有している特撮作品の版権・フィルムを買い取りしていた時期があり、一部ネガフィルムが消失した『怪獣王子』はLD-BOX化の際に、トランスグローバルが保管していた再放送用フィルムを使用してソフト化された。
2016年12月31日には、東京都新宿区揚場町に存在した「トランスグローバルスタヂオ株式会社」と本社と同じ住所に存在した「株式会社弁慶橋エステート」を合併している。
住宅金融公庫融資住宅として西五反田には社員寮があり、現在はそこで小児科が入居・営業している。
会社自体は存在しているが、現在表立った活動を行っていない。

## エピソード
吹き替え制作の下請けする際は「機材を揃えていること」「演出料だけを支払う」という条件を出していた。
音響監督の田島荘三によると、以前の社長は「ルー」という華僑出身の人物だった。
1965年から数年間放送された『ペイトンプレイス物語』が成功したことから、現在の赤レンガで造られた洋館風である社屋「グローバルハウス」を建設。当時は「ペイトンビル」と呼ばれた。
翻訳クレジットでは翻訳者の名前を出さず、一貫して「トランスグローバル」名義だった。このことについて、翻訳家の額田やえ子は社名こそ出さなかったものの「横のもの（海外作品）が縦（日本語）になってりゃいいのさ」と言う関係者がいたことを証言し、非難している。また、1967年には翻訳の著作権関係で裁判も起こされている。

## 過去の所属スタッフ
- 杉原日出弥（ミキサー）

## 録音スタジオ
- 紀尾井町スタジオ（トランスグローバルスタジオ） - 本社に併設。

## 主に配給・吹き替え制作をした作品
担当作品によっては、翻訳を大野隆一、山田実、上妻布由子、演出を山田悦司、松川陸、田島荘三が担当することがあるが、外部の所属スタッフが翻訳（井場洋子、岩本令、滝沢ふじお）もしくは演出（向山宏志、木村絵理子）を担当している場合があった。一部は、追録作品のほかに新録作品（特に『トムとジェリー』）も存在し、その追録作品では別の会社が担当している。その例としてテレビドラマ『怪鳥人間バットマン』も1993年にWOWOWでシーズン3が放送された際は新録となったが（録音制作は不明）、ワーナー・ブラザースからブルーレイ化された時点で同社が製作したフジテレビ版（シーズン1、シーズン2）のみが収録された。トランスグローバルがディズニー関連作品と20世紀スタジオ関連作品の録音制作を担当しているため、現在の日本語吹替版の制作は、本国の監修の下でウォルト・ディズニー・ジャパン（日本法人）内のディズニー・キャラクター・ボイス・インターナショナル（DISNEY CHARACTER VOICES INTERNATIONAL, INC.、略称DCVI）が行なっている。

### 映画
- アウト・フォー・ジャスティス（ソフト版）
- 悪魔の追跡
- 明日に向って撃て!（フジテレビ版）
- インナースペース（劇場公開/ソフト版、マーケット・リサーチ版）
- エイリアン（フジテレビ版）
- オーメン（TBS版）
- 頑張れフリッパー
- 北国の帝王
- グレムリン（ソフト版）
- 黒ひげ大旋風（ソフト版）
- 刑事ニコ/法の死角（ソフト版）
- ゴーストハンターズ
- 荒野の掟
- ザ・フライ
- 猿の惑星シリーズ
  - 猿の惑星（TBS版、フジテレビ版）
  - 続・猿の惑星（TBS版）
  - 新・猿の惑星
  - 猿の惑星・征服
  - 最後の猿の惑星
- シシリアン
- ジュリア（フジテレビ版）
- スイスファミリーロビンソン（ソフト版）
- 聖衣（フジテレビ版）
- 地球の頂上の島（TBS版）
- 月蒼くして
- デッドフォール（ソフト版）
- 天地創造（TBS版）
- トラ・トラ・トラ!
- ナイルの宝石（フジテレビ版）
- 南部の唄（ポニー版）
- ネバダ・スミス（フジテレビ版）
- ハード・トゥ・キル（ソフト版）
- バットマン（ソフト版）
- バンドレロ
- フランティック（ソフト版）
- フレンチ・コネクション（フジテレビ版）
- フレンチ・コネクション2（同上）
- ヘルハウス
- 星の国から来た仲間（フジテレビ版）
- ポセイドン・アドベンチャー（TBS版）
- ポパイ（フジテレビ版）
- M★A★S★H マッシュ（フジテレビ版）
- メリー・ポピンズ（フジテレビ版）

### 海外ドラマ
- 宇宙家族ロビンソン
- 怪鳥人間バットマン
- グリーン・ホーネット
- コンバット!
- ザ・ルーシー・ショー
- 猿の惑星
- 事件記者コルチャック
- すてきなリッキー
- 壮烈!西部遊撃隊
- ピーター・ガン
- 秘密諜報員ジョン・ドレイク
- ペイトンプレイス物語
- 北西への道
- ラットパトロール
- わんぱくフリッパー
- 0011ナポレオン・ソロ

### アニメーション

#### テレビアニメ
- アクアマン
- バットマン
- 王とオデイ
- ガミー・ベアの冒険
- 騎馬警官ダドリー・ドゥーライト（東京12チャンネル版）
- クロンダイク・キャット
- スーパーマン新冒険
- スカイホーク
- スパイダーマン（1974年放送版（1969年収録版））
- ダックにおまかせ ダークウィング・ダック（シーズン1）
- テイルスピン
- トムとジェリー（TBS版）
  - おかしなおかしな トムとジェリー 大行進（日本テレビ版）
- ルーニー・テューンズ
  - マンガ大作戦（静岡第一テレビ版）
  - バッグス・バニーのぶっちぎりステージ（第26話まで、ワーナー･ブラザースLCAエンターテインメント（第26話まで）及び旭通信社と東北新社（第27話以降）との共同制作）
- マイティ・ハーキュリー
- ミッキーマウスとドナルドダック（日本テレビ版）
- ホットホイール

#### 長編アニメ
- 王様の剣（ソフト版）
- オリバー ニューヨーク子猫ものがたり
- ジャングル・ブック（ブエナ・ビスタ版）
- ダンボ（ソフト版）
- ピーター・パン（TBS版、ポニー・バンダイ版）
- 美女と野獣
- ピノキオ（ポニー・バンダイ版）
- ふしぎの国のアリス（TBS版、ソフト版）
- リトル・マーメイド

## 主に権利やフィルムを保有している国内作品
- 怪獣王子
- 怪獣マリンコング
- ジャングルプリンス
- スペクトルマン
- 鉄人タイガーセブン
- 魔神バンダー
- UFO大戦争 戦え! レッドタイガー

### 自社製作作品
- ジャングル太郎
- リボンちゃん（サッポロ飲料） - 初期のTVCM